# HEMA de musical
HEMA de musical is een musical van Bos Theaterproducties. De musical ging op 21 oktober 2012 in première in Koninklijk Theater Carré en speelde hier na een tour door Nederland ook zijn laatste voorstelling op 19 mei 2013.

## Verhaal
Voorafgaand aan haar koninklijk huwelijk met kroonprins Wim-Lex besluit de warmbloedige Latina Max zich eens flink te verdiepen in alles wat Nederlands is om de Nederlander goed te leren kennen. Dat is immers voor haar toekomst als koningin heel belangrijk! Vermomd als de Spaanstalige stagiaire Ramona duikt Max op in de oer-Hollandse HEMA, dé plek waar alle Nederlanders samenkomen. Dit zelfgekozen inburgeringstraject van Max zet de levens van de medewerkers bij de HEMA even op zijn kop.

## Cast
| Personage                               | Acteur                                                             |
| --------------------------------------- | ------------------------------------------------------------------ |
| Meneer Van Seumeren / Wim-Lex           | Joep Onderdelinden                                                 |
| alternate Meneer Van Seumeren / Wim-Lex | Wil van der Meer                                                   |
| Max                                     | Maaike Martens                                                     |
| understudy Max                          | Sytske van der Ster                                                |
| Anja                                    | Annemieke Ruyten                                                   |
| alternate Anja                          | Bodil de la Parra                                                  |
| Eddy / Marco                            | Laus Steenbeeke                                                    |
| alternate Eddy / Marco                  | Wil van der Meer                                                   |
| Tilly                                   | Wimie Wilhelm                                                      |
| alternate Tilly                         | Christine van Stralen                                              |
| Nancy                                   | Sytske van der Ster                                                |
| understudy Nancy                        | Sietse Remmers                                                     |
| Huibert                                 | Thomas Cammaert                                                    |
| alternate Huibert                       | Rein Hofman                                                        |
| Yildiz                                  | Annelotte van Aarst                                                |
| Burgemeester Cohen                      | Sander Berendsen                                                   |
| Ensemble                                | Sander Berendsen, Eva van den Dam, Sam van Doorn en Sietse Remmers |